# F(U)NTASY
『F(U)NTASY』（ファンタジー）は、木村カエラのEP。
2024年9月25日にリリースされる。

## 概要
- 前作『MAGNETIC』より1年9か月ぶりのアルバム。ミニ・アルバムとしては『ZIG ZAG』以来3年半ぶりのリリースとなる。
- 本作には、過去2作のEPと同様に全5曲が収録され、そのうち既発曲が3曲存在する。
- 完全生産限定盤（CD＋GOODS）、初回限定盤（CD＋Blu-ray）、通常盤（CD）の3形態でリリースされる。完全生産限定盤にはスペシャルトートバッグが、初回限定盤にはデビュー20周年記念日のドキュメンタリー映像が収録されたBlu-rayが付属する。

## 収録曲

### CD
1. F(U)NTASY
2. チーズ
  - 映画「九十歳。何がめでたい」主題歌
3. DAHLIA
  - ABEMAオリジナル恋愛番組「私たち結婚しました５」主題歌
4. ケセラセラ
  - TBS系「王様のブランチ」テーマソング
5. Twenty
  - 20周年のメモリアルソング
  - 本作のリード曲であり、自身の40歳の誕生日である10月24日にミュージック・ビデオが公開された。このミュージック・ビデオには、自身が初めて購入したギターであり、メジャー・デビュー曲である「Level 42」のミュージック・ビデオにおいても使用されたエレキギターを演奏したシーンがある。

### Blu-ray
- Documentary of 20th Anniversary Day 2024.06.23
  - デビュー20周年幕開けの記念日となる6月23日に行われたファンクラブ限定ライブ「KAELA presents CIRCLE K Thanks 2024 〜20th KICK OFF LIVE〜」の1日を記録したオフショット。

## 演奏
- 柏倉隆史 (toe, the HIATUS)：Drums (#1.4)
- 村田シゲ：Bass (#1)
- AxSxE：Guitars & Programming (#1)
- 會田茂一
  - Guitar (#2.4.5)
  - Programming (#2)
- 高桑圭：Bass (#2.4)
- DE DE MOUSE：All Instruments & Programming (#3)
- 中村圭作：Keyboards & Programming (#4)
- まきやまはる菜：Bass (#5)
- Carlos K.：Instruments & Programming (#5)